# Квандо
Ква́ндо, в среднем течении — Чо́бе, в нижнем — Линьянти — река в Юго-Западной Африке. Правый приток реки Замбези. Длина реки составляет около 800 км.
Истоки Квандо находятся на плато Бие в Анголе у селения Макаи. На болотистом плато на водоразделе рек Квито (Куиту) и Квандо находится озеро Бези-Бези.
Река протекает по Анголе, по восточной части провинции Квандо-Кубанго, далее по Намибии и Ботсване. В среднем течении (около 225 км) является пограничной рекой между Анголой и Замбией.